# Perspectographe

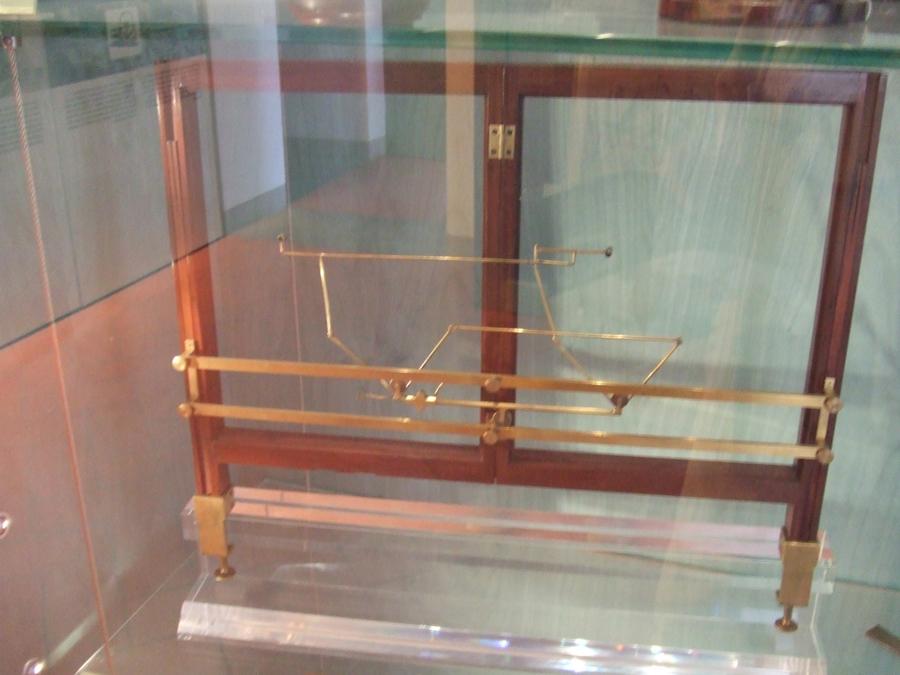
Perspectographe du XVIIIe siècle (non-signé)
Musée Galilée de Florence (Italie)

Un perspectographe est un appareil mécanique permettant de tracer une vue perspective. Celle-ci dépend de différents facteurs : points de fuite et position de l'observateur.
Inventé à la Renaissance, on distingue depuis les deux genres suivants :
- Le perspectographe de Dürer : modèle simple composé d'un écran, d'un œilleton est un appareillage simple appelé portillon,

- Le perspectographe de Lambert : mécanisme permettant de construire l'image perspective en suivant les données graphiques établies sur un plan par un système analogue au pantographe, par son principe géométrique de transporteur d'angle.

Le Musée de l'Histoire de la science (Florence), Museo della Storia della Scienza, près des Offices, présente un prospettografo, en bois et laiton, datant du XVIIIe siècle, dans une des vitrines des expositions.

## Traceur de perspective actuel: le traceur de perspective Balta
Ce perspectographe mécanique a été inventé par Patrick Balta en 1991.
Pour commencer, l'opérateur oriente son dessin vu en plan par rapport à la position de l'observateur.
Ensuite il règle la hauteur du plan horizontal à tracer par rapport à la hauteur de l’œil, puis il décrit le contour des lignes sur la vue en plan pour ce niveau horizontal. L'appareil dessine simultanément la perspective sur la tablette mobile, quelle que soit la forme à représenter. Puis il change de niveau et poursuit le tracé des perspectives, simplement en suivant les lignes de la vue en plan. L'utilisation de l'appareil ne nécessite aucune détermination des points de fuite, ni aucune formation particulière de l'opérateur.

## Bibliographie

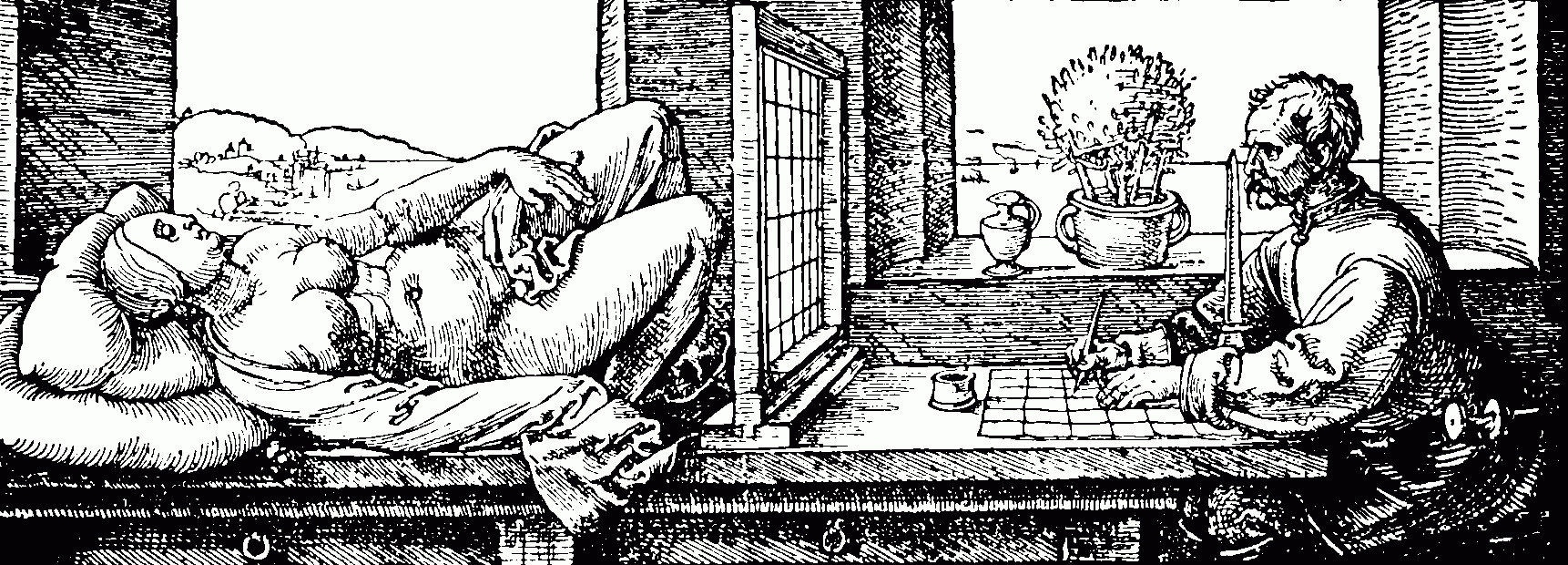
Le portillon de Dürer

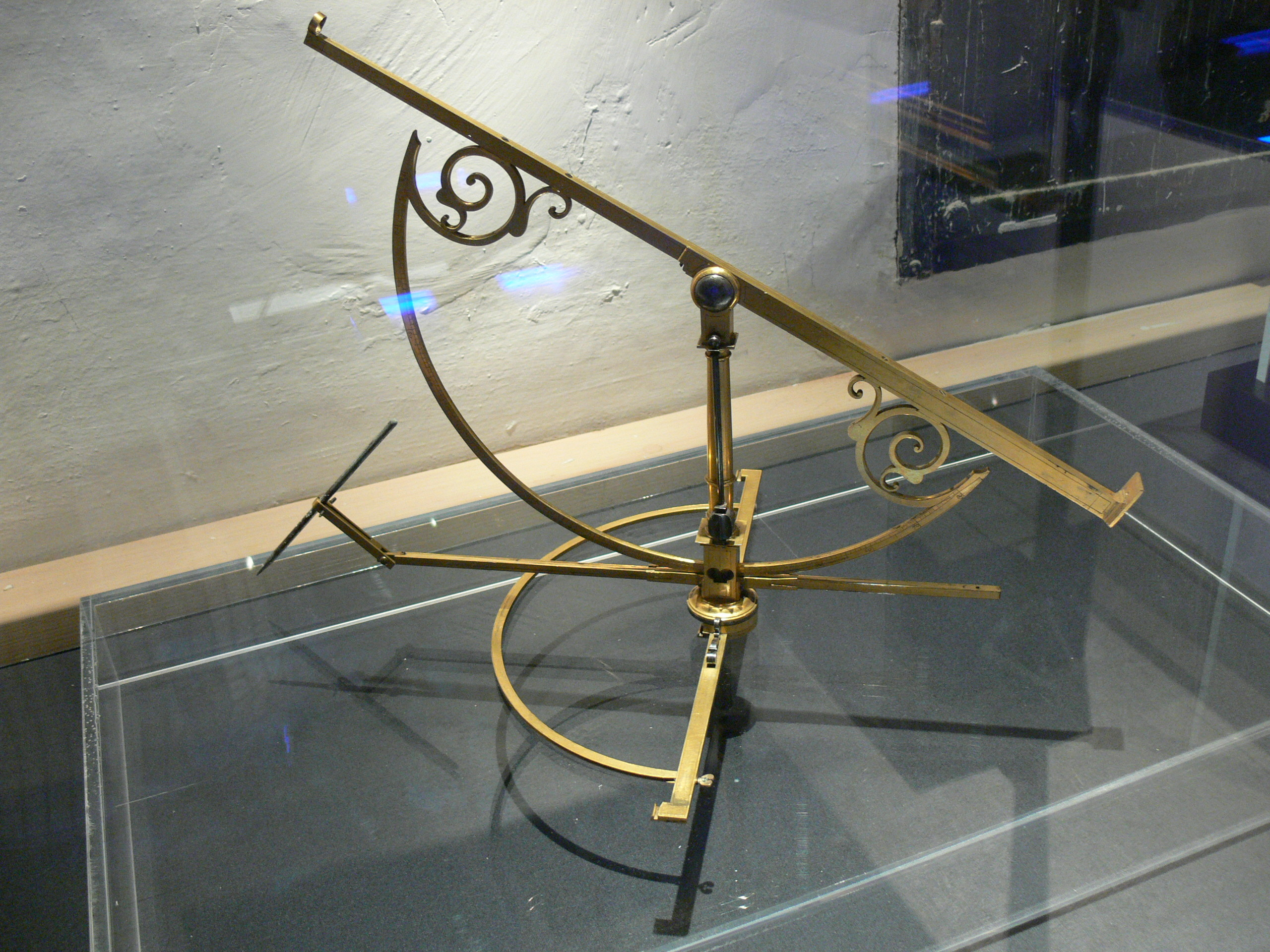
Celui de Jost Bürgi, Kassel (1604).

### Cinéma
- Le dessinateur du film de Peter Greenaway Meurtre dans un jardin anglais ((en) The Draughtsman's contract, 1982) utilise un portillon de Dürer pour dessiner les paysages.